# Alberto Spiazzi
Alberto Spiazzi (Verona, Itàlia, 10 de febrer de 1958) és un dissenyador de vestuari d'òpera i cinema italià. Va començar els seus estudis a l'escola d'art de Verona i va continuar a Venècia i a l'Acadèmia de Belles Arts de Florència. Ha col·laborat amb notables dissenyadors de vestuari com Fiorenzo Giorgi, Sylvano Bussotti i Pasquale Grossi i ha col·laborat en diverses ocasions amb Piero Tosi, Gabriella Pescucci i, sobretot, amb Franco Zeffirelli. El seu treball de a la pel·lícula Tea with Mussolini li va valer la nominació a l'Acadèmia Britànica de Cinema i Televisió (BAFTA), així com el premi The Silver Ribbon. També fou nominat al Goya al millor disseny de vestuari al costat d'Anna Anni i Alessandro Lai per Callas Forever.
Ha treballat en les versions cinematogràfiques d'òperes com La forza del destino, Don Carlo, Aida (Verdi), Madama Butterfly, Tosca i moltes altres, així com ajudant de vestuari de moltes pel·lícules de Franco Zeffirelli com La traviata i El nom de la rosa. També va dissenyar el vestuari de l'òpera israeliana de les produccions de Zeffirelli La traviata i La Bohème.

## Filmografia
- Noi tre (1984)
- Festa di Laurea (1985)
- La villa de los viernes (1991)
- Le faremo tanto male (1998)
- Tea with Mussolini (1999)
- Sud Side Stori (2000)
- Callas Forever (2002)
- Empire (sèrie de televisió, 2005)
- Mare nero (2006)
- Mai per amore (2012)
- Rome in love (2019)